# FBI jagt Phantom
FBI jagt Phantom ist ein US-amerikanischer Science-Fiction-Film des Regisseurs Hugo Grimaldi aus dem Jahr 1965.

## Handlung
Der hünenhafte Dr. Kolos ist ein Außerirdischer in Menschengestalt. Er soll auf der Erde eine Kolonie von Androiden schaffen, die die Regierungen unterwandern und eine Invasion vorbereiten sollen. Kolos übernimmt das Anwesen des Kybernetikexperten Professor Dornheimer. Er ersetzt den Professor und seine Mitarbeiter durch Androiden. Nur Dornheimers blinde Nichte Lisa wird nicht durch einen Androiden ersetzt.
Der Geheimdienst beauftragt Agent Martin, Diebstähle in Laboratorien und anderen wissenschaftlichen Einrichtungen zu untersuchen, die durch deren Mitglieder verübt wurden. Diese Leute, natürlich alles Androiden, verschwinden nach ihren Taten. Martins Ermittlungen führen ihn auch zu Dornheimers Anwesen. Dort wird er gefangen genommen und mit einem Androiden dupliziert. Martins Doppelgänger legt falsche Spuren, doch die Agentin Gale Wilson schöpft Verdacht. Wilson erwischt ihn beim Diebstahl von elektronischen Teilen, doch er kann entkommen.
Der Dornheimer-Android beginnt, gegen Kolos aufzubegehren, der sich in die blinde Lisa verliebt hat. Kolos kann zwar seinen Gegner besiegen, doch gleichzeitig verhilft Lisa dem echten Agent Martin zur Flucht. Mit Hilfe des echten Dornheimers kann er die Androiden mit Laserstrahlen zerstören. Kolos bereitet sich auf die Rückkehr in seine Welt vor, wo er über seine fehlgeschlagene Mission berichten soll. Er stellt Lisas Sehvermögen wieder her und enthüllt ihr, dass er nach seinem Bericht zerstört wird. Das mache ihm allerdings nichts aus, da er herausgefunden habe, dass er selbst auch ein Android sei.

## Kritiken
Das Lexikon des internationalen Films bezeichnete den Film als „mittelmäßig inszenierte Mischung aus Science-Fiction-, Horror- und Agentenfilm.“ Ähnlich resümierte der Evangelische Film-Beobachter: „Ein utopischer Agentenfilm mit wenig Witz und Logik, der nur mäßig spannende Unterhaltung bietet.“

## Hintergrund
Die Uraufführung fand am 3. März 1965 statt. In Deutschland wurde der Film erstmals am 15. Dezember 1967 gezeigt.
Der unabhängig inszenierte Film musste mit einem Budget von ca. 140.000 US-Dollar auskommen.
Die Hauptdarsteller Nader und Kiel wurden dem deutschen Publikum später in anderen Rollen bekannt. Nader spielte acht Mal den FBI-Agenten Jerry Cotton, der 218 cm große Kiel wurde als Beißer, ein Bösewicht mit Stahlgebiss, in den James-Bond-Filmen Der Spion, der mich liebte und Moonraker – Streng geheim bekannt.